# Micropterix sicanella
Micropterix sicanella és una espècie d'arna de la família Micropterigidae. Va ser descrita per Zeller, l'any 1847.
Aquesta espècie es pot trobar a França, Còrsega, Itàlia, Sicília, Sardenya i Còrsega.
Té una envergadura de 3-3.8 mm els mascles i de 3.7-3.9 les femelles.
Exemplars adults han estat trobats alimentant-se de flors de Cistus salviifolius.